# لتنیتسا (استان صوفیه)
لتنیتسا (به بلغاری: Letnitsa) یک منطقهٔ مسکونی در بلغارستان است که در استان صوفیه واقع شده‌است.